# Thorkild Hansen
Pour les articles homonymes, voir Hansen.
Thorkild Hansen, né dans l'amt de Copenhague le 9 janvier 1927 et mort au large d'Antigua le 4 février 1989, est un romancier danois.

## Biographie
Thorkild Hansen est l'auteur de critiques, notamment sur Knut Hamsun, de livres de voyage (La mort en Arabie - Une expédition danoise 1761-1767) et, surtout, d'une trilogie sur le commerce des esclaves par les Danois (Les bateaux négriers, La côte des esclaves, Islands of Slaves, 1970).

## Prix littéraire
- Grand prix de littérature du Conseil nordique en 1971 pour son livre Slavernes øer (La côte des esclaves).